# Agim Zeka
Agim Sali Zeka (n. 6 septembrie 1998, Prishtina, Iugoslavia) este un fotbalist albanez care joacă pe postul de extremă dreapta pentru Fortuna Sittard, împrumutat de la clubul francez Lille B și pentru echipa națională de fotbal a Albaniei sub 21 de ani.

## Cariera pe echipe
Zeka și-a început cariera de tineret la FC Prishtina. El a trecut prin toate categoriile de vârstă și la 2 februarie 2016 a semnat din postura de jucător liber de contract cu KF Skënderbeu Korçë.

### Skënderbeu Korçë
A debutat ca fotbalist profesionist pentru Skënderbeu Korçë la 28 septembrie 2016 în meciul de Cupa Albaniei împotriva lui Butrinti Sarande, în care a fost integralist. Apoi a jucat alte două meciuri din Cupa Albaniei în următoarea rundă, în ambele meciuri împotriva lui Apolonia Fier. În perioada octombrie-noiembrie a fost titular, jucând 3 meciuri în Superliga Albaniei sub antrenorul Andrea Agostinelli.

### Lille
La 31 ianuarie 2017, Zeka a semnat un contract cu echipa franceză Lille OSC pe patru ani și jumătate, jucând inițial pentru Lille B în Campionatul Amator de fotbal al Franței. Lille i-a plătit 300.000 de euro lui Skënderbeu Korçë, care a păstrat și 20% dintr-un viitor transfer. A debutat în Franța, la 4 februarie 2017, împotriva lui L'Entente, jucând ca titular până în minutul 62, când a fost înlocuit de Imad Faraj.
A debutat în sezonul 2017-2018 împotriva lui Furiani-Agliani pe 12 august 2017, jucând ca titular sub comanda antrenorului Patrick Collot și înlocuindu-l în minutul 72 pe Romain Jamrozik într-un meci încheiat la egalitate, scor 1-1. El a marcat primul său gol în a treia etapă a [./https://en.wikipedia.org/wiki/2017%E2%80%9318_Championnat_National_2 Championnat National 2] 2017-2018 și a intrat pe teren în minutul 64 în timpul celui de-al doilea meci care s-a jucat pe 26 august 2017 împotriva lui Sedan Ardennes și care s-a încheiat la egalitate, scor 1-1.

#### Împrumutul la Varzim
La 9 ianuarie 2018, Zeka a fost împrumutat la Varzim în cea de-a doua divizie portugheză LigaPro, până la sfârșitul sezonului 2017-2018. El a primit tricoul cu numărul 22 și a debutat pe 14 ianuarie împotriva lui Vitória de Guimarães II, intrând în minutul al 82-lea într-o înfrângere cu 2-1.

#### Împrumutul la Leixões
La 8 august 2018 Zeka a fost împrumutat la Leixões în cea de-a doua divizie portugheză LigaPro.

#### Împrumut la Fortuna Sittard
La 28 ianuarie 2018 Zeka a fost împrumutat la Fortuna Sittard până la sfârșitul sezonului 2018-2019.

## Cariera internațională

### Albania U17
Zeka a fost chemat la echipa națională de fotbal a Albaniei, sub conducerea antrenorului Dzemal Mustedanagić, pentru a participa la calificările la Campionatului European de juniori sub 20 de ani al UEFA din 2015, în meciurile care s-au jucat în perioada 8-13 octombrie 2014. A jucat în toate cele 3 meciuri, unul ca titular și două ca rezervă, în care a înscris un gol împotriva lui San Marino U17.

### Albania U19
El a fost chemat la echipa națională de fotbal a Albaniei sub 19 ani de antrenorul Arjan Bellaj pentru a participa la meciurile din calificările pentru Campionatul European sub 19 ani UEFA din 2017 din perioada 6-11 octombrie 2016. El a jucat ca titular în meciul de deschidere împotriva Republicii Irlanda U19 și a fost înlocuit în minutul 70 cu Xhonatan Lajthia. El a înscris de două ori împotriva Germaniei U19 în minutele 72 și 90 + 2, dar nu a fost suficient, deoarece Albania U19 a pierdut cu 3-2, cur Germania U19 marcând toate cele 3 goluri în prima repriză. În ultimul meci împotriva Gibraltarului U19 a marcat singurul gol al partidei în minutul 8, Albaniei U19 câștigând meciul cu 1-0.

### Albania U21
În urma accidentării a 3 jucători la echipa națională Albania sub 21 de ani, Qazim Laçi, Leonardo Maloku și Emanuele Ndoj, pentru meciul amical împotriva echipei Franței U21 la 5 iunie 2017 și pentru primul meci din grupele de calificare împotriva Estoniei U21 la 12 iunie 2017, antrenorul Alban Bushi i-a convocat pe Zeka și Regi Lushkja ca înlocuitor. În meciul de deschidere al calificărilor împotriva Estoniei U21, Zeka a intrat pe teren în minutul 64 în locul lui Valdrin Mustafa, dar după 3 minute a fost eliminat prin primirea unui cartonaș roșu pentru un fault asupra lui Märten Kuusk.
El a primit prima sa convocare pentru echipa U-20 a Albaniei din partea aceluiași antrenor al echipei de sub 21 de ani Alban Bushi pentru meciul amical cu Georgia de pe 14 noiembrie 2017. El a debutat împotriva echipei sub 20 de ani a Georgiei, jucând în toate cele 90 de minute, ratând un penalty în prima repriză, în meciul pierdut cu 3-0.

## Statistici privind cariera

### Club
Până pe data de 14 ianuarie 2018 
| Club              | Sezon         | Ligă                   | Ligă    | Ligă   | Cupă    | Cupă   | Europa  | Europa | Altele  | Altele | Total   | Total  |
| Club              | Sezon         | Divizie                | Meciuri | Goluri | Meciuri | Goluri | Meciuri | Goluri | Meciuri | Goluri | Meciuri | Goluri |
| ----------------- | ------------- | ---------------------- | ------- | ------ | ------- | ------ | ------- | ------ | ------- | ------ | ------- | ------ |
| Skënderbeu Korçë  | 2016-2017     | Superliga Albaniei     | 3       | 0      | 3       | 0      | -       | -      | -       | -      | 6       | 0      |
| Lille B           | 2016-2017     | Championnat National 2 | 11      | 0      | -       | -      | -       | -      | -       | -      | 11      | 0      |
| Lille B           | 2017-2018     | Championnat National 2 | 9       | 1      | -       | -      | -       | -      | -       | -      | 9       | 1      |
| Lille B           | Total         | Total                  | 20      | 1      | -       | -      | -       | -      | -       | -      | 20      | 1      |
| Varzim (împrumut) | 2017-2018     | LigaPro                | 1       | 0      | -       | -      | -       | -      | -       | -      | 1       | 0      |
| Total carieră     | Total carieră | Total carieră          | 24      | 1      | 3       | 0      | -       | -      | -       | -      | 27      | 1      |

1. ↑  Include meciuri europeneîn UEFA Champions League și UEFA Europa League
2. ↑  Include alte competiții, precum Supercupa Albaniei

### Goluri la națională
Până pe 13 octombrie 2014. Golul marcat de Zeka pentru naționala Albaniei U17. 
| Nu. | Data              | Stadion                              | Selecție | Adversar   | Scor | Rezultat | Competiție                                               |
| --- | ----------------- | ------------------------------------ | -------- | ---------- | ---- | -------- | -------------------------------------------------------- |
| 1   | 13 octombrie 2014 | Stadionul Skënderbeu, Korçë, Albania | 3        | San Marino | 4 -0 | 5-1      | Calificările la Campionatul European sub 17 ani din 2015 |

Începând cu data de 11 octombrie 2016. Golurile marcate de Zeka pentru Albania U19. 
| Nu. | Data              | Stadion                                    | Selecție | Adversar  | Scor | Rezultat | Concurență                                               |
| --- | ----------------- | ------------------------------------------ | -------- | --------- | ---- | -------- | -------------------------------------------------------- |
| 1   | 8 octombrie 2016  | Stadionul Selman Stërmasi, Tirana, Albania | 2        | Germania  | 1 -3 | 2-3      | Calificările la Campionatul European sub 19 ani din 2017 |
| 2   | 8 octombrie 2016  | Stadionul Selman Stërmasi, Tirana, Albania | 2        | Germania  | 2 -3 | 2-3      | Calificările la Campionatul European sub 19 ani din 2017 |
| 3   | 11 octombrie 2016 | Stadionul Selman Stërmasi, Tirana, Albania | 3        | Gibraltar | 1 -0 | 1-0      | Calificările la Campionatul European sub 19 ani din 2017 |